# گلین‌کایا
گلین‌کایا (به ترکی استانبولی: Gelinkaya) شهری است در کشور ترکیه که در استان ماردین واقع شده‌است. جمعیت این شهر بر اساس سرشماری سال ۲۰۰۸ میلادی ۶٬۷۰۷ نفر و بر اساس برآوردهای سال ۲۰۰۹ میلادی ۱۰٬۰۷۳ نفر می‌باشد.